# Paris Masters 2017
Il Paris Masters 2017, ufficialmente Rolex Paris Masters 2017 per motivi di sponsorizzazione, è stato un torneo di tennis giocato sul cemento indoor. È stata la 45ª edizione del Paris Masters, che fa parte della categoria ATP Tour Masters 1000 nell'ambito dell'ATP World Tour 2017. È stato l'ultimo torneo ATP della stagione prima delle ATP Finals. Il torneo si è giocato al Palais omnisports de Paris-Bercy di Parigi, in Francia, dal 30 ottobre al 5 novembre 2017.

## Partecipanti

### Teste di serie
| Nazionalità | Giocatore             | Ranking* | Testa di serie |
| ----------- | --------------------- | -------- | -------------- |
| Spagna      | Rafael Nadal          | 1        | 1              |
| Svizzera    | Roger Federer         | 2        | 2              |
| Croazia     | Marin Čilić           | 4        | 3              |
| Germania    | Alexander Zverev      | 5        | 4              |
| Austria     | Dominic Thiem         | 6        | 5              |
| Bulgaria    | Grigor Dimitrov       | 8        | 6              |
| Belgio      | David Goffin          | 10       | 7              |
| Spagna      | Pablo Carreño Busta   | 11       | 8              |
| Stati Uniti | John Isner            | 13       | 9              |
| Stati Uniti | Sam Querrey           | 14       | 10             |
| Francia     | Jo-Wilfried Tsonga    | 15       | 11             |
| Sudafrica   | Kevin Anderson        | 17       | 12             |
| Argentina   | Juan Martín del Potro | 19       | 13             |
| Spagna      | Roberto Bautista Agut | 21       | 14             |
| Spagna      | Albert Ramos Viñolas  | 22       | 15             |
| Stati Uniti | Jack Sock             | 23       | 16             |
| Francia     | Lucas Pouille         | 25       | 17             |

* Ranking al 23 ottobre 2017.

### Altri partecipanti
I seguenti giocatori hanno ricevuto una wild card per il tabellone principale:
- Julien Benneteau
- Pierre-Hugues Herbert
- Nicolas Mahut

I seguenti giocatori sono passati dalle qualificazioni:

- Jérémy Chardy
- Borna Ćorić
- Filip Krajinović
- Vasek Pospisil
- João Sousa
- Jan-Lennard Struff

Il seguente giocatore è entrato in tabellone come lucky loser:
- Evgenij Donskoj
- Peter Gojowczyk

### Ritiri
Prima del torneo
- Tomáš Berdych →sostituito da  Kyle Edmund
- Novak Đoković →sostituito da  Robin Haase
- Roger Federer →sostituito da  Evgenij Donskoj
- Fabio Fognini →sostituito da  Viktor Troicki
- Philipp Kohlschreiber →sostituito da  Ryan Harrison
- Nick Kyrgios →sostituito da  Chung Hyeon
- Gaël Monfils →sostituito da  Peter Gojowczyk
- Gilles Müller →sostituito da  Yūichi Sugita
- Andy Murray →sostituito da  Gilles Simon
- Kei Nishikori →sostituito da  Benoît Paire
- Milos Raonic →sostituito da  Steve Johnson
- Stan Wawrinka →sostituito da  Fernando Verdasco

## Campioni

### Singolare
Jack Sock ha sconfitto in finale  Filip Krajinović con il punteggio di 5–7, 6–4, 6–1.
- È il quarto ed ultimo titolo in carriera per Sock, il terzo torneo vinto nella stagione.

### Doppio
Łukasz Kubot /  Marcelo Melo hanno sconfitto in finale  Ivan Dodig /  Marcel Granollers con il punteggio di 7–6(3), 3–6, [10–6].